# Boys Don’t Cry (песня)
«Boys Don’t Cry» — второй сингл The Cure, выпущенный в июне 1979 года. Он был выпущен в Великобритании в качестве самостоятельного сингла и был включен как заглавный трек сборника Boys Don’t Cry, американское переиздание альбома Three Imaginary Boys.

## История
Текст написали Роберт Смит, Майкл Демпси и Лол Толхерст. В тексте песни рассказывается история о человеке, который пытается завоевать любовь девушки, но у него не получилось и он скрывает свои настоящие эмоции, смеясь и не плача, потому что мальчики не плачут.
В апреле 1986 года сингл был переиздан под названием «Voice · New Mix», в котором оригинальный трек был замиксован и вокал перезаписан. Новая версия не появилась ни на одном последующем релизе The Cure, но можно услышать в клипе. Песня появилась в сборнике Standing on a Beach.

## Видеоклип
Клип был выпущен в 1986 году на версию песни «New Voice · New Mix», в котором три ребенка играют эту песню, но за простынёй, в виде теней, так же играют сами участники: Смит, Толхерст и Дэмпси, который на момент 1986 года ушёл из группы.

## Список композиций

### Издание 1979 года
| №  | Название          | Длительность |
| -- | ----------------- | ------------ |
| 1. | «Boys Don’t Cry»  | 2:34         |
| 2. | «Plastic Passion» | 2:15         |

### Издание 1986 года
| №  | Название                               | Длительность |
| -- | -------------------------------------- | ------------ |
| 1. | «Boys Don’t Cry (New Voice · New Mix)» | 2:38         |
| 2. | «Pill Box Tales»                       | 2:54         |

| №  | Название                                | Длительность |
| -- | --------------------------------------- | ------------ |
| 1. | «Boys Don’t Cry (New Voice · Club Mix)» | 5:31         |
| 2. | «Pill Box Tales»                        | 2:56         |
| 3. | «Do the Hansa»                          | 2:40         |

## Состав
- Роберт Смит — вокал, электрогитара
- Майкл Демпси[англ.] — бас-гитара
- Лол Толхерст — ударная установка, перкуссия

## Места в чартах
| Чарт (1979)                   | Наивысшая Позиция |
| ----------------------------- | ----------------- |
| Australian ARIA Singles Chart | 99                |

### «Boys Don’t Cry (New Voice · New Mix)»
| Чарт (1986)                   | Наивысшая Позиция |
| ----------------------------- | ----------------- |
| German Singles Chart          | 19                |
| UK Singles Chart              | 22                |
| Australian ARIA Singles Chart | 26                |
| French Singles Chart          | 28                |
| Dutch Top 40 Singles Chart    | 37                |
| Spain (AFYVE)                 | 31                |